# Gauthier Boccard
Pour les articles homonymes, voir Boccard.
Gauthier Boccard, né le 26 août 1991 à Uccle (Bruxelles), est un joueur de hockey sur gazon international belge évoluant au poste de défenseur au Waterloo Ducks HC.

## Palmarès
- Vainqueur de la Coupe du monde de hockey sur gazon 2018
- Vainqueur de l'EHL 2018-2019
- Vainqueur du Championnat d'Europe de hockey sur gazon 2019
- 2e aux Jeux olympiques d'été de 2016
- Champion Olympique Jeux olympiques d'été de 2020 (2021)